# حییم یلین
حییم یلین (عبری: חיים ילין) با نام حییماس یلیناس (۱۹۴۴–۱۹۱۲) متولد شهر ویلکییا در کشور لیتوانی است. وی شاعری ییدیش است که رهبری گروه مقاومت گتو کونو را در زمان اشغال لیتوانی به وسیله آلمانی‌ها بر عهده داشت.

## زندگی‌نامه
حییم یلین در شهر ویلکیه در خانواده ای یهودی به دنیا آمد. والدین او، الیزر یلین و استر ریول، به زبان عبری صحبت می‌کردند، که در آن زمان زبان آموزش یهودیان این شهر به حساب می‌آمد.
در دوران جنگ جهانی اول، یهودیان لیتوانی به دستور رئیس ستاد ارتش روسیه در سال ۱۹۱۵ اخراج شدند و خانواده وی به ورونژ منتقل شدند. آنها در آن منطقه شاهد انقلاب اکتبر و جنگ داخلی روسیه بودند. در نتیجه، این اتفاق سبب شد دیدگاه‌های پدر حییم به میزان قابل توجهی تغییر پیدا کند و زبان ییدیش بیشتر در خانه آنها صحبت شود.
این خانواده در سال ۱۹۲۱ از روسیه به لیتوانی بازگشتند و در کونو مستقر شدند. پس از بازگشت، پدرش یک کتابخانه یهودی با نام فرهنگ لیگ (به ییدیش: קולטור ליגע Kultur Lige) تأسیس کرد.
حییم حییم یلین به تحصیلات خود ادامه داد و در کنار آن مطالعات بسیاری انجام داد و همین امر باعث شد او توسط دوستانش به «کتاب» معروف شود. وی در دوران مدرسه باید خود را با شرایط وفق می‌داد. وی سپس در ورونژ تحصیلات خود را به زبان روسی آغاز کرد. در کوونو به زبان ییدیش صحبت مبی کرد، اما به دلیل اینکه کلاس چهارم را تمام نکرده بود، وارد سالن بدنسازی عبری شد و تا سال ۱۹۳۲ به تحصیل زبان و ادبیات عبری پرداخت. علاوه بر این، تحصیلات خود را در دانشگاه کوونو در دانشکده اقتصاد کاملاً به زبان لیتوانیایی بود.
یلین تحقیقاتی در مورد اجراهای گروه‌های یهودی در کونو را شروع کرد. وی از تدوین این موضوعات به تدریج به گزارش‌ها و شرح زندگی خیابان و بازار، شهر و روستا و به ویژه وضعیت دشوار کارگران پرداخت. وی یکی از اعضای فعال گروه نویسندگان جوان چپ بود و در سازماندهی بعدازظهرهای ادبی و فرهنگی در زمینه‌های ادبیات، تئاتر، موسیقی و شعر فعال بود.

### جنگ جهانی دوم
در ۲۴ ژوئن سال ۱۹۴۱، یک سال پس از اشغال لیتوانی توسط اتحاد جماهیر شوروی، آلمان نازی کونو را اشغال کرد. یلین و خانواده اش تلاش کردند تا به اتحاد جماهیر شوروی فرار کنند، اما توسط آلمانی‌ها اسیر شدند. آنها مدتی در جاده‌ها و جنگل‌ها سرگردان شدند و سرانجام به کونو بازگشتند و به گتو اعزام شدند. یلین با اسم مستعار «کادیشون» پنهان شد و از ترس دستگیری توسط آلمانی‌ها، تغییر چهره داد. تا ماه اکتبر، آلمانی‌ها تعدادی از قتل‌عام‌ها و تبعیدها را انجام داده بودند، و تنها کمتر از نیمی از جامعه یهودی کوونو باقی مانده بودند، که قبلاً تعداد آنها بیش از ۴۰٬۰۰۰ نفر بود.
سه گروه مقاومت زیرزمینی شناخته شده در پاییز سال ۱۹۴۱ در گتو فعال بودند. یلین فرمانده یکی از آنها بود که عمدتاً با جمع‌آوری اطلاعات در جبهه‌ها، امدادرسانی به جانبازان جنبش و مراقبت از جانبازان و فرزندان مبارزان گمشده‌فعالیت می‌کرد.
در دسامبر سال ۱۹۴۱، گروه‌های مختلف در «سازمان مبارزه ضد فاشیستی» ادغام شدند. اگرچه او کم‌تجربه‌بود، اما به عنوان فرمانده سازمان منصوب شد. در زمان تأسیس، اهداف این سازمان اینگونه تعریف شده بود: «ما نباید از گتو جدا شویم. هدف اصلی ما مبارزه علنی با نازی‌ها در رده‌های حزبی است.» اعضای سازمان اقدامات بسیاری از خرابکاری‌ها، به ویژه در مکان‌های کاری که یهودیان را به کار اجباری فرستاده بودند، انجام دادند.
در سال ۱۹۴۳، پس از تلاشهای فراوان برای برقراری روابط، اعضای سازمان ضد فاشیستی به نام «انجمن زیرزمینی لیتوانی علیه فاشیسم در لیتوانی» به گروه‌های زیرزمینی لیتوانی پیوستند و تصمیم بر این شد که از نزدیک همکاری کنند. برای ایجاد پایگاه حزبی در جنگلهای اطراف کونو ۲ بار اقدام کردند، اما هر دو بار با شکست مواجه شد. در سپتامبر سال ۱۹۴۳، یلین به دنبال نامه ای که در گتو دریافت کرده بود به ویلنا رفت تا بتواند با چتربازی به نام گیزا گلیزر تماس بگیرد. در این جلسه، یلین به یکی از پایگاه‌های پارتیزان در شرق لیتوانی دعوت شد و این دو به جنگل‌های رودنیکی رفتند. یلین در این پایگاه، طی دو هفته تحت آموزش سریع قرار گرفت.

### مرگ
در ۶ آوریل ۱۹۴۴، یلین با یک لیتوانیایی که مأمور مخفی آلمانی بود، در یک مأموریت مشترک قرار گرفت. وقتی مأمور لیتوانیایی تلاش کرد جلوی یلین را بگیرد، آنجا بود که یلین فهمید که چه اتفاقی افتاده، و به او شلیک کرد. پس از آن، سربازان آلمانی و لیتوانیایی به تعقیب او پرداختند و او سرانجام پس از پریدن از روی نرده‌ها و عبور از کوچه‌ها به خانه دوستانش رسید. پس از اینکه او دوباره مأموران را هنگام ورود به خانه دید به هر دو آنها شلیک کرد و در جهتی دیگر فرار کرد. آلمانی‌ها می‌دانستند که او نمی‌تواند دور شده باشد و بنابراین با نیروی بیشتری به تعقیب او پرداختند. از آنجا که یلین به قدر کافی مسلح نبود، قبل از اینکه اسیر شود، سعی کرد خودکشی کند. گشتاپو او را به سختی زنده یافت و او را دستگیر کرد. حییم سرانجام پس از چند هفته شکنجه و امتناع از دادن اطلاعات به آلمانی‌ها اعدام شد.

## خانواده
برادرش، میر یلین (۲۰۰۰ تا ۱۹۱۰) نویسنده و مهندس مشهوری بود. در زمان اشغال نازی‌ها او در گتو کونو زندانی شد، اما سرانجام فرار کرد و مخفی شد تا این که شهر توسط شوروی‌ها آزاد شد. پس از آزادسازی کوونو، او بنیانگذار پناهگاه برای کودکان یهودی بود که از هولوکاست جان سالم به در بردند. وی داستان‌ها و مقاله‌هایی را در لیتوانی، و بعداً در مطبوعات یهودی شوروی دربارهٔ هولوکاست در لیتوانی منتشر کرد. از جمله آثار وی: "Partizaner von Kunaser Gette" (به ییدیش: "پارتیزان در گتو کوونو"، مسکو، ۱۹۴۸)؛ "یک شب" (به زبان لیتوانیایی و روسی، ۱۹۶۶)؛ "در قلعه‌های مرگ" (به زبان لیتوانیایی، ۱۹۶۶) را می‌توان نام برد.
مایر یلین به همراه همسرش دوایر یلین-کورماناییت، یک دختر به نام استر یلین متولد ۱۹۴۰ داشت. استر در کلاس استاد هاینریش نووهاوس در مسکو دانشجوی پیانو بود. امروز استر یلین به عنوان معلم پیانویست و نوازنده پیانو برای نوازندگان حرفه ای در زوریخ، سوئیس فعالیت می‌کند. 